# 익센트릭 오페라
익센트릭 오페라(영어: The Eccentric Opera 더 익센트릭 오페라[*], 일본어: ジ・エキセントリック・オペラ 지 에키센토릿쿠 오페라[*])는 일본의 크로스오버 음악 그룹이다. 구성원은 사가라 나미(일본어: 相良 奈美), 카키아게 나호코(일본어: 書上 奈朋子)이다.
1996년 일본의 테너 성악가인 카와시마 유타카(일본어: 川島 豊)가 《카르멘》, 《나비 부인》 등 대표적인 오페라 작품에 테크노 음악을 융합한 음악 작품을 제작하면서 데뷔했다. 1997년 카와시마 유타카가 탈퇴하면서 오늘에 이른다.

## 음반

### 앨범
- 《The Eccentric Opera》 (1996년 8월 21일, ESCB-1779)
- 《HYMNE》 (1997년 9월 21일, ESCB-1834)
- 《NOEL》 (1997년 11월 21일, ESCB-1854)
- 《PARADISO》 (1998년 11월 21일)
- 《기쁨》 (일본어: ヨロコビ, 2001년 12월 5일)
- 《베스트》 (일본어: ベスト, 2004년 9월 1일)

### 싱글
- 《카로 미오 벤 / 마담 버터플라이》 (일본어: カロ･ミオ･ベン / マダム･バタフライ, 1996년 7월 21일, ESCB-1772) - Maxi
- 《당신의 포로》 (일본어: あなたのとりこ, 1997년 9월 21일, ESCB-3790)
- 《퍼스트 노엘》 (일본어: ファースト・ノエル, 1997년 11월 21일)
- 《사랑의 푸가》 (일본어: 愛のフーガ, 1998년 4월 22일)
- 《볼레로》 (일본어: ボレロ, 1998년 11월 21일)

## 같이 보기
- 앙상블 플라네타